# Zgromadzenie Sióstr Matki Bożej Loretańskiej

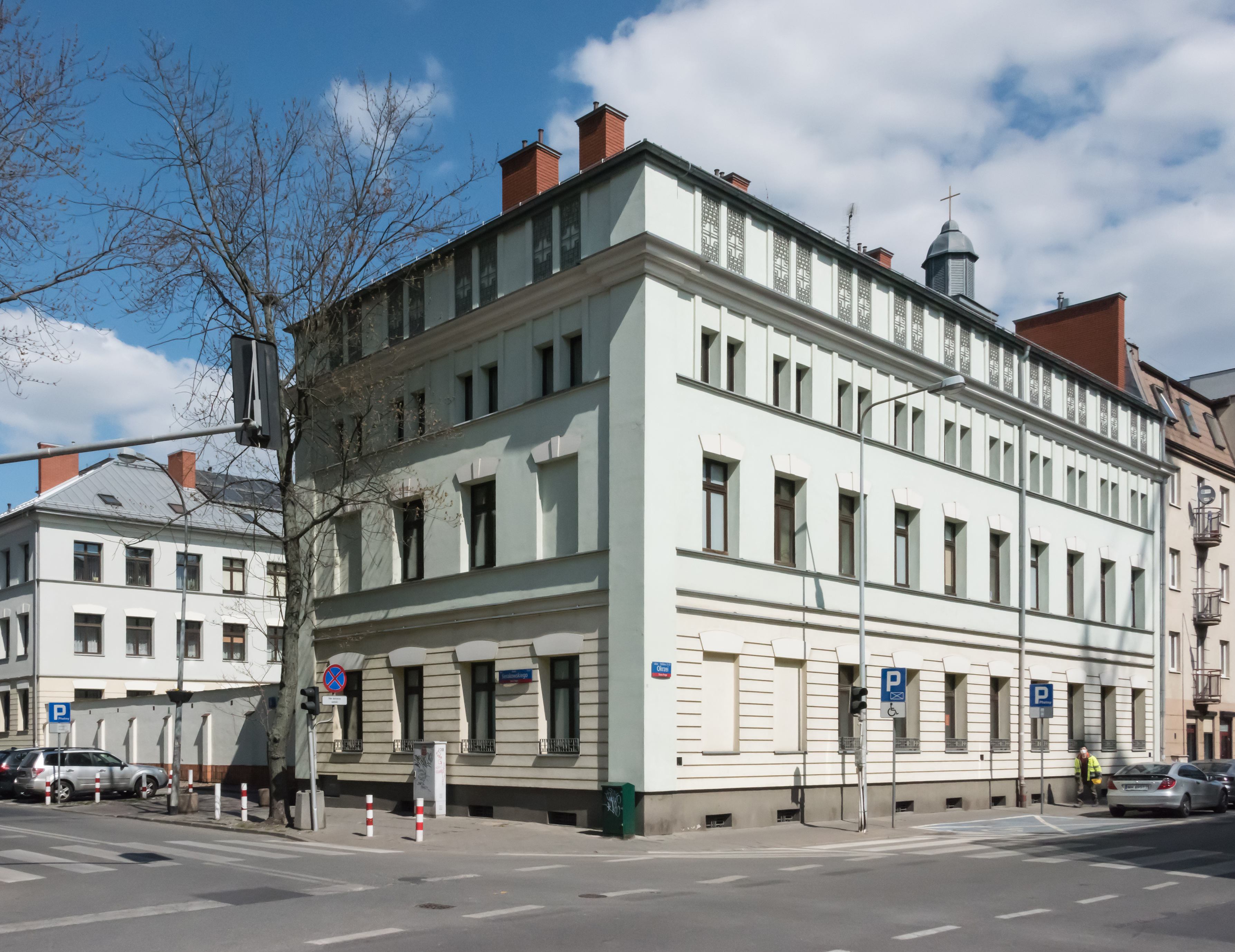
Dom Generalny Sióstr Loretanek przy ul. ks. I. Kłopotowskiego 18 w Warszawie, widok od strony skrzyżowania ulic Sierakowskiego i Okrzei

Zgromadzenie Sióstr Matki Bożej Loretańskiej, zwane także loretankami – żeński zakon katolicki założony w Warszawie w 1920 roku przez bł. ks. Ignacego Kłopotowskiego. Główną patronką Zgromadzenia jest Matka Boża Loretańska, skąd zakon wziął swoją nazwę. W 1971 roku zakon aprobował Papież Paweł VI. 

## Formacja
Okres formacji trwa około ośmiu lat od wstąpienia do zakonu do złożenia ślubów wieczystych. 

## Działalność
Siostry loretanki zajmują się katechezą, edukacją i pomocą dzieciom zaniedbanym, prowadzeniem Domu Ojca Ignacego w Warszawie, odwiedzinami chorych, domami spokojnej starości w Loretto koło Wyszkowa,  w Bergamo, drukiem w Warszawie, Pessano pod Mediolanem, Baia Mare w Rumunii, Bracławiu na Ukrainie oraz nagraniami.